# Gabriel Esquinca
Gabriel Esquinca es una localidad del estado mexicano de Chiapas. Es parte del municipio de San Fernando.

## Demografía
| Gráfica de evolución demográfica |
|                                  |

| Censo | Población |
| ----- | --------- |
| 1940  | 139       |
| 1950  | 459       |
| 1960  | 675       |
| 1970  | 618       |
| 1980  | 1 088     |
| 1990  | 1 391     |
| 2000  | 1 671     |
| 2010  | 1 968     |
| 2020  | 2 334     |